# Bowie Lam
Bowie Lam Bo-Yee (chino: 林保怡, nacido el 4 de septiembre de 1965) es un actor y cantante de Hong Kong, que ha participado varias veces en la cadena televisiva TVB. Actuó en numerosos dramas de televisión de las más populares, incluyendo archivos de la Justicia y la serie de Healing Hands.
Bowie Lam obtuvo un perfil interesante antes de aventurarse en su carrera de entretenimiento en tiempo completo. Trabajó en numerosos campos, incluyendo el servicio en la Policía de Hong Kong por un período corto de tiempo.
Bowie Lam hizo su debut como actor en 1986 con la película Kiss Me Goodbye. Lugo incursionó en el campo de la música haciéndose conocer como cantante en 1989.
Bowie Lam continuó participando en series de televisión, incluyendo series populares como los archivos de Justicia (1994-1997), evidencia Untraceable (1997 y 1999) y Healing Hands (1998, 2000 y 2005).

## Series de Televisión
| Año  | Título                                    | Personaje                        | Premios |
| ---- | ----------------------------------------- | -------------------------------- | --- |
| 1991 | The Lady of Iron                          |                                  | |
| 1992 | The Greed of Man                          |                                  | |
| 1992 | Twins                                     |                                  | |
| 1992 | Beyond Love                               |                                  | |
| 1992 | The Undercover                            |                                  | |
| 1993 | Can't Stop Loving You                     |                                  | |
| 1993 | The Art of Being Together                 |                                  | |
| 1993 | For Home's sake                           |                                  | |
| 1993 | Catwalk                                   |                                  | |
| 1994 | Eternity                                  |                                  | |
| 1994 | Files of Justice III                      |                                  | |
| 1994 | Forty something                           |                                  | |
| 1994 | ICAC Investigation 1994                   |                                  | |
| 1994 | Mary's Choice                             |                                  | |
| 1995 | File of Justice IV                        |                                  | |
| 1995 | The Unexpected                            |                                  | |
| 1996 | Once Upon a Time in Shanghai: The Victory |                                  | |
| 1996 | Wong Fei Hong Series                      |                                  | |
| 1997 | Untraceable Evidence                      |                                  | |
| 1997 | A Recipe For The Heart                    |                                  | |
| 1997 | File of Justice V                         |                                  | |
| 1998 | Healing Hands                             | Dr. Henry Lai 黎國柱             | Nominated - TVB Award for Best Actor (Top 5) |
| 1998 | The Warmtime Lovers                       |                                  | |
| 1999 | Untraceable Evidence II                   |                                  | |
| 1999 | Ultra Protection                          |                                  | |
| 1999 | The Disappearance                         |                                  | |
| 2000 | Healing Hands II                          | Dr. Henry Lai 黎國柱             | Nominated - TVB Award for Best Actor (Top 5) |
| 2000 | The Green Hope                            |                                  | |
| 2000 | The Sky is the Limit                      |                                  | |
| 2002 | Fight for Love 談談情·練練武              | Ng Ka-kit 吳家傑                 | |
| 2002 | Invisible Journey 彩色世界                | Cheung Ka-fat 張家發             | |
| 2002 | Deadly Sting                              |                                  | |
| 2003 | Vigilante Force 智勇新警界                | Fong Nga-chai 方瓦仔             | Won - TVB Award for My Favourite Television Character Won - Astro Award for My Favourite Character |
| 2004 | War and Beauty 金枝慾孽                   | Suen Bak-yeung 孫白颺            | Won - TVB Award for Best Actor Won - TVB Award for My Favourite Television Character Nominated - Astro Award for Best Actor (Top 10) Nominated - Astro Award for My Favourite Couple (Top 5) Nominated - Astro Award for My Favourite Theme Song |
| 2004 | Kung Fu Soccer                            |                                  | |
| 2004 | Unbearable Heights                        |                                  | |
| 2005 | Misleading Track 奪命真夫                 | Leo Law Lei-ho 羅理浩            | |
| 2005 | Healing Hands III 妙手仁心III             | Henry Lai Kwok-chu 黎國柱        | Nominated - Astro Award for Best Actor (Top 10) Nominated - Astro Award for My Favourite Character (Top 20) |
| 2005 | Always Ready 隨時候命                     | Benjamin Yip Ching-wan 葉青雲    | |
| 2006 | The Dance of Passion 火舞黃沙             | Yim Man-Hei 閻萬曦               | Nominated - TVB Award for Best Actor (Top 5) Nominated - TVB Award for My Favourite Male Character (Top 5) Nominated - Astro Award for Best Actor (Top 10) Nominated - Astro Award for My Favourite Character (Top 20)                           |
| 2006 | CIB Files 刑事情報科                      | Tony Chung Shun 鍾信             | |
| 2006 | Homeland Beauty 江山美人                  | Host                             | |
| 2008 | Angry Angle                               |                                  | |
| 2008 | Two on the Road 好友移城                  | Host                             | |
| 2008 | The Gem of Life                           | Ko Cheung-shing 高長勝           | Nominated - TVB Award for Best Actor (Top 15) Nominated - TVB Award for My Favourite Male Character (Top 15) |
| 2009 | ICAC Investigators 2009                   | Ma Yat-ming                      | |
| 2010 | Sisters of Pearl                          | Ho Cheung-Hing                   | Asian Television Awards for Best Actor |
| 2010 | Duanhuang 敦煌                            | Host                             | |
| 2010 | Health Oddities 健康奇案錄                | Host                             | Nominated - TVB Award for Best Host (Top 5) |
| 2010 | Every Move You Make                       | Linus Yiu Hok-sum                | Nominated - TVB Award for Best Actor (Top 15) |
| 2011 | River of Wine                             | Leung Ching-yiu / Sung Ching-yiu | |
| TBA  | When Heaven Burns                         | Lau Chun-hung                    | |

## Filmografía
- Kiss Me Goodbye (1986)
- People's Hero (1987)
- On the Run (1988)
- Give From Heaven (1989)
- Bachelor's Swan Song (1989)
- Doctor Vampire (1991)
- It's Now or Never (1992)
- Rogues From The North (1992)
- Now You See Love...Now You Don't (1992)
- Gun & Rose (1992)
- The Sting (1992)
- Hard Boiled (1992)
- Once a Cop (1993)
- Man Of The Time (1993)
- Rose, Rose I Love You (1993)
- Cop Image (1994)
- A Fatal Jump (1994)
- Modern Romance (1994)
- Beginner;s Luck (1994)
- The Most Wanted (1994)
- Those Were the Days... (1995)
- The Day That Doesn't Exit Part A... (1995)
- Heaven Can't Wait (1995)
- Faithfully Yours (1995)
- The King Of Robbery (1996)
- Wild (1996)
- Rich For One Night (1996)
- Passionate Night (1997)
- Lost Control (1997)
- Lawyer Lawyer (1997)
- Evil Instinct (1997)
- Oh! My God (1998)
- Hong Kong X File (1998)
- The Sniper (2009)
- I Corrupt All Cops (2009)

## TV Series y temas musicales
- The Two Words of Love (相戀兩個字) with Gigi Lai, ending theme song for The Gem of Life (2008)

- Intelligence (情報), opening theme song for CIB Files (2006)

- Wind Sand (風沙), opening theme song for The Dance of Passion (2006)

- 飛鷹翱翔 (完整), ending theme song for Always Ready (2005)

- Be With You Everyday (和你的每一天), theme song for Healing Hands III(2005)

- The Wrong Gray is Correct (灰色錯對), opening theme song for Misleading Track (2005)

- Children (兒女), opening theme song for War and Beauty (2004)

- "砒霜", insert song for War and Beauty (2004)

- Split (一字馬), opening theme song for Vigilante Force (2003)

- "如果你是我的愛人", insert song for Vigilante Force (2003)

- Fight for Love main theme song (2002)

- Cover Your Eyes to see the World (闔上眼睛看世界), opening theme song for Invisible Journey (2002)

- Don't Fear the Dark (不要怕黑), insert song for Invisible Journey (2002)

- Unsuspectingly (不知不覺) with Kit Chan, opening theme song for Healing Hands II (2000)

- Love Does Not Leave (愛不出口), insert song for Healing Hands II (2000)